# وایدا، استونی
وایدا (به لاتین: Vaida) یک منطقهٔ مسکونی در استونی است که در دهستان رائه واقع شده‌است. وایدا ۹۹۰ نفر جمعیت دارد.